# Servette Football Club Genève 1890 2014-2015
Questa voce raccoglie le informazioni riguardanti il Servette Football Club Genève 1890 nelle competizioni ufficiali della stagione 2014-2015.

## Stagione
Nella stagione 2014-2015 il Servette, allenato da Kevin Cooper, concluse il campionato di Challenge League al 2º posto. In Coppa Svizzera il Servette fu eliminato al secondo turno dal Wohlen.

## Rosa
| N. |                           | Ruolo | Calciatore        |
| -- | ------------------------- | ----- | ----------------- |
| 1  | Filippine (bandiera)      | P     | Roland Müller     |
| 2  | Svizzera (bandiera)       | D     | Anthony Sauthier  |
| 3  | Svizzera (bandiera)       | D     | Romain Kursner    |
| 4  | Svizzera (bandiera)       | D     | Miguel Rodrigues  |
| 5  | Germania (bandiera)       | D     | Niklas Dams       |
| 6  | Svizzera (bandiera)       | C     | Tibert Pont       |
| 7  | Svizzera (bandiera)       | A     | Johan Vonlanthen  |
| 8  | Svizzera (bandiera)       | C     | Alexandre Pasche  |
| 9  | Svizzera (bandiera)       | A     | Jocelyn Roux      |
| 13 | Svizzera (bandiera)       | D     | Bruno Martignoni  |
| 15 | Svizzera (bandiera)       | C     | Kevin Bua         |
| 16 | Svizzera (bandiera)       | C     | Michel Avanzini   |
| 17 | Costa d'Avorio (bandiera) | C     | Ousmane Doumbia   |
| 18 | Portogallo (bandiera)     | P     | Barroca           |
| 19 | Svizzera (bandiera)       | D     | Christopher Mfuyi |

| N. |                     | Ruolo | Calciatore         |
| -- | ------------------- | ----- | ------------------ |
| 20 | Svizzera (bandiera) | C     | Mirsad Hasanovic   |
| 21 | Serbia (bandiera)   | D     | Neven Marković     |
| 22 | Svizzera (bandiera) | C     | Karim Gazzetta     |
| 23 | Svizzera (bandiera) | P     | Christophe Guedes  |
| 25 | Svizzera (bandiera) | A     | Benjamin Besnard   |
| 27 | Armenia (bandiera)  | C     | Hiraç Yagan        |
| 28 | Svizzera (bandiera) | C     | Denis Zakaria      |
| 29 | Svizzera (bandiera) | C     | Dereck Kutesa      |
| 30 | Svizzera (bandiera) | A     | Jérémy Guillemenot |
| 32 | Svizzera (bandiera) | P     | Jérémy Frick       |
| 36 | Svizzera (bandiera) | C     | Robin Kamber       |
| 37 | Svizzera (bandiera) | C     | Dilan Shala        |
| 38 | Svizzera (bandiera) | D     | Gregoire Mvodo     |
| 39 | Svizzera (bandiera) | C     | Patrice Cardoso    |
|    | Svizzera (bandiera) | C     | Denis Zakaria      |

## Organigramma societario
Area tecnica
- Allenatore: Kevin Cooper
- Allenatore in seconda: Mario Cantaluppi, Adam Owen
- Preparatore dei portieri: Pascal Zuberbühler
- Preparatori atletici:

## Calciomercato

### Sessione estiva
| Acquisti | Acquisti         | Acquisti        | Acquisti |
| R.       | Nome             | da              | Modalità |
| -------- | ---------------- | --------------- | -------- |
| C        | Michel Avanzini  | Rapperswil-Jona |          |
| P        | Barroca          | Losanna         |          |
| C        | Karim Gazzetta   | Étoile Carouge  |          |
| C        | Ludovic Paratte  | Stade Nyonnais  |          |
| A        | Johan Vonlanthen | Sciaffusa       |          |
| C        | Denis Zakaria    | Servette U18    |          |

| Cessioni | Cessioni         | Cessioni           | Cessioni |
| R.       | Nome             | a                  | Modalità |
| -------- | ---------------- | ------------------ | -------- |
| D        | Korede Aiyegbusi | VfB Auerbach       |          |
| A        | Euloge Fessou    | Lierse Kempenzonen |          |
| C        | David Marazzi    | Losanna            |          |
| A        | Igor Tadić       | Sciaffusa          |          |
| C        | Geoffrey Tréand  | San Gallo          |          |

### Sessione invernale
| Acquisti | Acquisti         | Acquisti        | Acquisti |
| R.       | Nome             | da              | Modalità |
| -------- | ---------------- | --------------- | -------- |
| C        | Hiraç Yagan      | Meyrin          |          |
| D        | Bruno Martignoni | Aarau           |          |
| A        | Benjamin Besnard | Meyrin          |          |
| C        | Robin Kamber     | Basilea II      |          |
| P        | Jérémy Frick     | Olympique Lione |          |

| Cessioni | Cessioni          | Cessioni       | Cessioni |
| R.       | Nome              | a              | Modalità |
| -------- | ----------------- | -------------- | -------- |
| C        | Didier Crettenand | OC Blue Star   |          |
| C        | Maxime Dominguez  | Zurigo II      |          |
| C        | Boris Cespedes    | Étoile Carouge |          |
| D        | Meriton Bytyqi    | Étoile Carouge |          |

## Risultati

### Challenge League

#### Prima fase, girone di andata
| Arbitro: | Huwiler |

|                              |           |              |
| Avanzini 86’ (rig.) Roux 90’ | Marcatori | 33’ Peyretti |

| Arbitro: | Gut |

|                                       |           |                        |
| Geissmann 43’ Rapp 49’, 84’ Weber 82’ | Marcatori | 6’ Vonlanthen 90’ Roux |

| Arbitro: | Superczynski |

|                |           |                          |
| Vonlanthen 25’ | Marcatori | 36’ Stillhart 37’ Tahipi |

| Arbitro: | Huwiler |

|  |           |             |
|  | Marcatori | 89’ Doumbia |

| Ginevra 13 agosto 2014, ore 19:45 CEST 5ª giornata | Servette  | 0 – 0 referto | Winterthur | Stade de Genève (2 432 spett.)\| Arbitro: \| Erlachner \| |
| Arbitro:                                           | Erlachner |               |            |                                                           |

| Arbitro: | Jaccottet |

|                      |           |          |
| Doumbia 54’ Roux 90’ | Marcatori | 28’ Ianu |

| Arbitro: | Hänni |

|  |           |                |
|  | Marcatori | 32’ Vonlanthen |

| Arbitro: | San |

|              |           |           |
| Avanzini 78’ | Marcatori | 67’ Bašić |

| Arbitro: | Gut |

|  |           |                |
|  | Marcatori | 25’ Vonlanthen |

#### Prima fase, girone di ritorno
| Arbitro: | Superczynski |

|                                               |           |                             |
| Bengondo 27’ Paiva 37’ D'Angelo 40’ Çiçek 47’ | Marcatori | 17’ Avanzini 42’ Vonlanthen |

| Arbitro: | Pache |

|                    |           |  |
| Roux 15’ Mfuyi 43’ | Marcatori |  |

| Arbitro: | Jaccottet |

|                             |           |  |
| Cortelezzi 82’ Paçarizi 84’ | Marcatori |  |

| Arbitro: | Huwiler |

|              |           |  |
| Sauthier 78’ | Marcatori |  |

| Arbitro: | Gut |

|  |           |              |
|  | Marcatori | 76’ Marković |

| Arbitro: | Schärer |

|               |           |                                    |
| Dessarzin 90’ | Marcatori | 13’ Roux 53’ Pasche 83’ Vonlanthen |

| Arbitro: | Schnyder |

|              |           |           |
| Sauthier 77’ | Marcatori | 65’ Tadić |

| Arbitro: | Gut |

|               |           |  |
| Stillhart 77’ | Marcatori |  |

| Arbitro: | Bieri |

|                                  |           |             |
| Pasche 54’ Sauthier 68’ Roux 88’ | Marcatori | 86’ Parfait |

#### Seconda fase, girone di andata
| Arbitro: | Amhof |

|  |           |             |
|  | Marcatori | 90’ Besnard |

| Arbitro: | Fähndrich |

|                    |           |  |
| Bua 46’ Pasche 90’ | Marcatori |  |

| Arbitro: | Huwiler |

|               |           |                        |
| Almerares 73’ | Marcatori | 49’ Vonlanthen 83’ Bua |

| Arbitro: | Tschudi |

|             |           |  |
| Besnard 75’ | Marcatori |  |

| Arbitro: | Ovcharov |

|                             |           |           |
| Gazzetta 58’ Vonlanthen 63’ | Marcatori | 69’ Paiva |

| Arbitro: | Gut |

|                                |           |                      |
| Zambrella 16’ Frick 90’ (aut.) | Marcatori | 49’ Besnard 65’ Roux |

| Wil 23 marzo 2015, ore 19:45 CET 25ª giornata | Wil          | 0 – 0 referto | Servette | IGP Arena (1 580 spett.)\| Arbitro: \| Superczynski \| |
| Arbitro:                                      | Superczynski |               |          |                                                        |

| Arbitro: | Fähndrich |

|             |           |            |
| Besnard 54’ | Marcatori | 45’ Júnior |

| Arbitro: | Klossner |

|                                           |           |             |
| Martignoni 10’ Besnard 54’ Vonlanthen 78’ | Marcatori | 31’ Brahimi |

#### Seconda fase, girone di ritorno
| Arbitro: | San |

|                      |           |                   |
| Regazzoni 90’ (rig.) | Marcatori | 40’ (aut.) Madero |

| Arbitro: | Erlachner |

|                                         |           |                            |
| Besnard 43’ Bua 52’, 82’ Vonlanthen 59’ | Marcatori | 87’ Savic 90’ (aut.) Mfuyi |

| Arbitro: | Gut |

|  |           |            |
|  | Marcatori | 89’ Kamber |

| Arbitro: | Superczynski |

|                         |           |             |
| Marković 59’ Kamber 90’ | Marcatori | 71’ Cerrone |

| Arbitro: | Amhof |

|                         |           |  |
| Rossini 32’ Bottani 67’ | Marcatori |  |

| Arbitro: | Klossner |

|          |           |                                     |
| Rapp 21’ | Marcatori | 49’ Roux 67’ Zakaria 89’ (rig.) Bua |

| Arbitro: | Hänni |

|             |           |                       |
| Zakaria 26’ | Marcatori | 61’ Tadić 76’ Mariani |

| Arbitro: | Schärer |

|            |           |                                  |
| Kamber 90’ | Marcatori | 19’ Fejzulahi 44’ (rig.) Mustafi |

| Arbitro: | Huwiler |

|                                                       |           |  |
| Tighazoui 26’ Bengondo 59’ Trachsel 77’ Fassnacht 90’ | Marcatori |  |

### Coppa Svizzera
| 24 agosto 2014, ore 14:00 CEST Primo turno | Sirnach | 0 – 8 | Servette |  |

| 21 settembre 2014, ore 15:00 CEST Secondo turno | Servette | 1 – 2 | Wohlen |  |

## Statistiche

### Statistiche di squadra
| Competizione     | Punti | In casa | In casa | In casa | In casa | In casa | In casa | In trasferta | In trasferta | In trasferta | In trasferta | In trasferta | In trasferta | Totale | Totale | Totale | Totale | Totale | Totale | DR  |
| Competizione     | Punti | G       | V       | N       | P       | Gf      | Gs      | G            | V            | N            | P            | Gf           | Gs           | G      | V      | N      | P      | Gf     | Gs     | DR  |
| ---------------- | ----- | ------- | ------- | ------- | ------- | ------- | ------- | ------------ | ------------ | ------------ | ------------ | ------------ | ------------ | ------ | ------ | ------ | ------ | ------ | ------ | --- |
| Challenge League | 67    | 18      | 11      | 4       | 3       | 30      | 17      | 18           | 9            | 3            | 6            | 21           | 23           | 36     | 20     | 7      | 9      | 51     | 40     | +11 |
| Coppa Svizzera   | -     | 1       | 0       | 0       | 1       | 1       | 2       | 1            | 1            | 0            | 0            | 8            | 0            | 2      | 1      | 0      | 1      | 9      | 2      | +7  |
| Totale           | 67    | 19      | 11      | 4       | 4       | 31      | 19      | 19           | 10           | 3            | 6            | 29           | 23           | 38     | 21     | 7      | 10     | 60     | 42     | +18 |

### Andamento in campionato
| Giornata  | 1 | 2 | 3 | 4 | 5 | 6 | 7 | 8 | 9 | 10 | 11 | 12 | 13 | 14 | 15 | 16 | 17 | 18 | 19 | 20 | 21 | 22 | 23 | 24 | 25 | 26 | 27 | 28 | 29 | 30 | 31 | 32 | 33 | 34 | 35 | 36 |
| --------- | - | - | - | - | - | - | - | - | - | -- | -- | -- | -- | -- | -- | -- | -- | -- | -- | -- | -- | -- | -- | -- | -- | -- | -- | -- | -- | -- | -- | -- | -- | -- | -- | -- |
| Luogo     | C | T | C | T | C | C | T | C | T | T  | C  | T  | C  | T  | T  | C  | T  | C  | T  | C  | T  | C  | C  | T  | T  | C  | C  | T  | C  | T  | C  | T  | T  | C  | C  | T  |
| Risultato | V | P | P | V | N | V | V | N | V | P  | V  | P  | V  | V  | V  | N  | P  | V  | V  | V  | V  | V  | V  | N  | N  | N  | V  | N  | V  | V  | V  | P  | V  | P  | P  | P  |
| Posizione | 2 | 7 | 7 | 4 | 5 | 3 | 3 | 3 | 2 | 3  | 3  | 4  | 4  | 3  | 3  | 3  | 3  | 3  | 3  | 2  | 2  | 2  | 2  | 2  | 1  | 2  | 1  | 2  | 2  | 2  | 1  | 2  | 2  | 2  | 2  | 2  |

Legenda:

Luogo: C = Casa; T = Trasferta. Risultato: V = Vittoria; N = Pareggio; P = Sconfitta.

### Statistiche dei giocatori
| M. Avanzini    | 31 | 3  | 5 | 0 |
| J. Barroca     | 2  | 0  | 0 | 0 |
| B. Besnard     | 16 | 6  | 4 | 0 |
| K. Bua         | 30 | 5  | 4 | 0 |
| M. Bytyqi      | 0  | 0  | 0 | 0 |
| P. Cardoso     | 0  | 0  | 0 | 0 |
| B. Cespedes    | 5  | 0  | 0 | 0 |
| L. Cinque      | 5  | 0  | 1 | 0 |
| D. Crettenand  | 4  | 0  | 0 | 0 |
| N. Dams        | 33 | 0  | 4 | 0 |
| M. Dominguez   | 11 | 0  | 1 | 0 |
| O. Doumbia     | 22 | 2  | 4 | 0 |
| J. Frick       | 17 | 0  | 2 | 0 |
| K. Gazzetta    | 25 | 1  | 6 | 0 |
| L. Gendre      | 0  | 0  | 0 | 0 |
| C. Guedes      | 0  | 0  | 0 | 0 |
| J. Guillemenot | 3  | 0  | 0 | 0 |
| M. Hasanovic   | 11 | 0  | 0 | 0 |
| R. Kamber      | 14 | 3  | 2 | 0 |
| R. Kursner     | 9  | 0  | 1 | 0 |
| D. Kutesa      | 4  | 0  | 0 | 0 |
| N. Marković    | 18 | 2  | 6 | 0 |
| B. Martignoni  | 17 | 1  | 2 | 0 |
| C. Mfuyi       | 26 | 1  | 3 | 0 |
| G. Mvodo       | 0  | 0  | 0 | 0 |
| R. Müller      | 18 | 0  | 2 | 1 |
| M. Osmani      | 0  | 0  | 0 | 0 |
| A. Pasche      | 34 | 3  | 8 | 0 |
| T. Pont        | 19 | 0  | 2 | 0 |
| M. Rodrigues   | 4  | 0  | 1 | 0 |
| J. Roux        | 30 | 8  | 4 | 0 |
| A. Sauthier    | 34 | 3  | 5 | 1 |
| D. Shala       | 0  | 0  | 0 | 0 |
| J. Vonlanthen  | 32 | 10 | 2 | 0 |
| H. Yagan       | 2  | 0  | 0 | 0 |
| D. Zakaria     | 6  | 2  | 1 | 0 |